# بحيرة باريمي
بحيرة باريمي (Lake Parime) أو بحيرة باريما (Lake Parima) هي بحيرة أسطورية تقع في قارة أمريكا الجنوبية، وكان يعتقد أنها تقع بالقرب من مدينة إل دورادو الشهيرة والمعروفة باسم مدينة مانوا، والتي سعى المستكشفون الأوروبيون لاحقاً إلى اكتشافها. لغوياً فإنه يعتقد أن كلمة مانوا من لغة أراواك، وكلمة باريمي من لغة كاريب تعني «البحيرة الشاسعة». فشلت مساعي المستكشفين في إثبات وجود البحيرة ووصمت بأنها أسطورة جنباً إلى جنب مع المدينة. ساهم البحث عن البحيرة في رسم العديد من الخرائط للأنهار والخصائص الجغرافية لمناطق جنوب فنزويلا، وشمال البرازيل، وجنوب شرق غيانا والتي ضمت رسماً للبحيرة، ولكن أثبت في القرن التاسع عشر أنها مجرد أسطورة غير صحيحة.
قدمت العديد من التفسيرات في محاولة لإيجاد أصل الأسطورة، ومنها أن منطقة سافانا روبونوني (Rupununi Savannah) غمرت بالمياه في إحدى الفترات وأعتقد البعض بشكل خاطئ أنها بحيرة. اقترحت بعض الأبحاث الجغرافية الحديثة أن البحيرة ربما كانت موجودة في شمال البرازيل سابقاً ولكنها جفت تماماً ببداية القرن التاسع عشر.

## المحاولات الأولى للاكتشاف

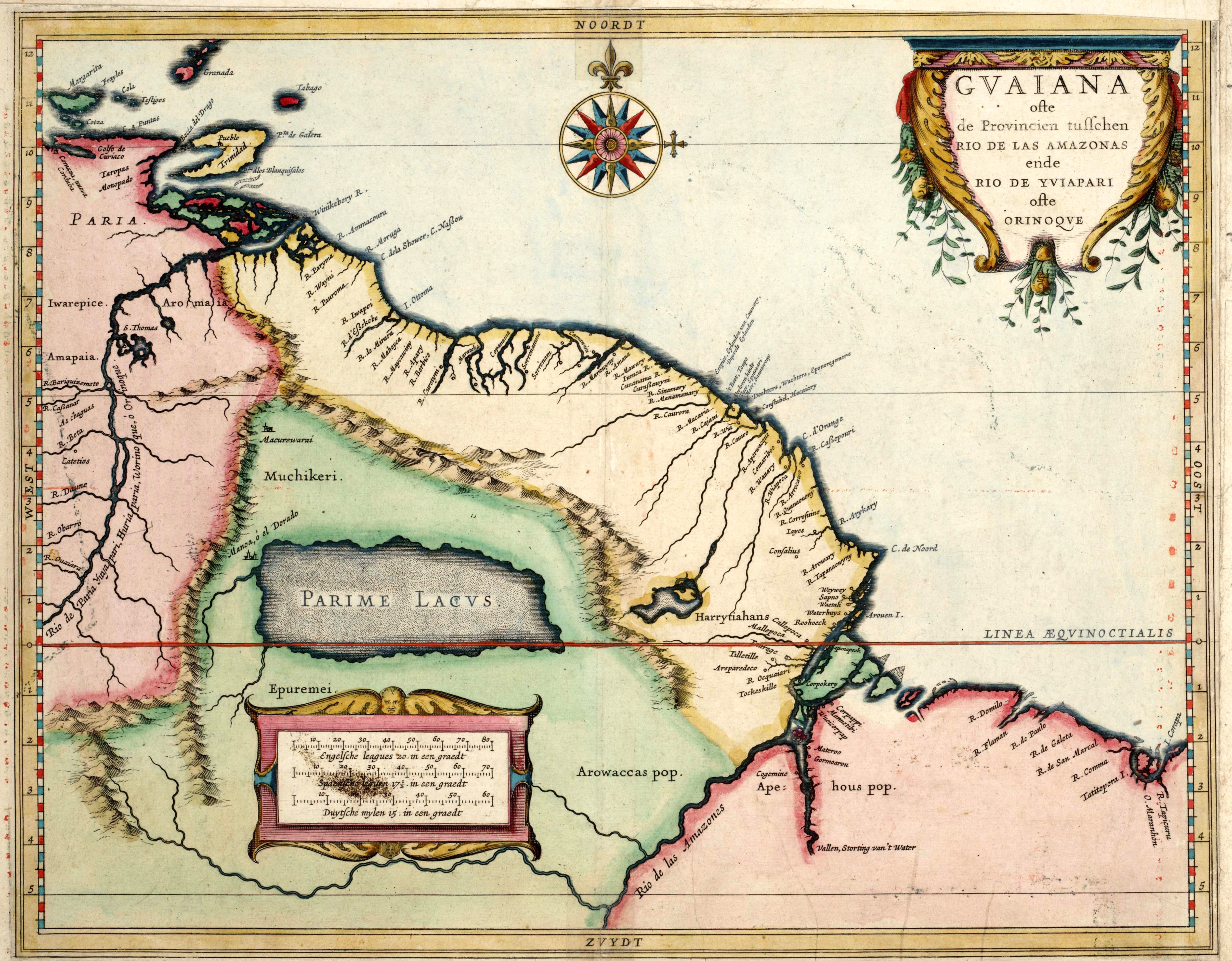
غيانا هي مقاطعة تتدفق من نهر الأمازون إلى نهر يوياباري أو نهر أورينوكو

### محاولة والتر رالي في 1595
بدأ السير والتر رالي بعثته الاكتشافية لمنطقة غيانا في سنة 1594 ووصف خلالها مدينة مانوا والتي اعتقد أنها مدينة إل دورادو الأسطورية، وأنها تقع على بحيرة باريمي على مسافة بعيدة من نهر أورينوكو في فنزويلا. سجل والتر أغلب اكتشافاته في كتابه «اكتشاف إمبراطورية غيانا الكبيرة والغنية والجميلة» والذي نشر في سنة 1596، وفي كتابه «اكتشاف غيانا ويوميات الرحلة الاستكشافية الثانية» والمنشور في سنة 1606. لا يمكن الجزم بمدى صحة أو كذب كتاب السير والتر لأن سجلاته تشير فقط إلى أنه استطاع فقط الإبحار في نهر أورينوكو حتى وصل إلى ما يعرف اليوم باسم مدينة سيوداد غيانا دون الوصول إلى الموقع المزعوم للبحيرة. ذكر والتر في كتابه:
أكد لي الأسبان كما لو أنني أشاهد مدينة مانوا في غيانا بعيني، والتي سموها إل دورادو، بأن عظمتها وثرواتها ومكانتها تفوق جميع مدن العالم. على الأقل تلك التي يعلم بها الأسبان. نشأت المدينة عند بحيرة مالحة طولها 200 ليغ مثل بحر قزوين.
وفقاً لما قاله والتر، فإن البحيرة كانت مصدراً للذهب الذي استعمله شعب مانوا، حيث قال:
إن معظم الذهب المستخدم في الأواني والصور لم يؤخذ من الصخر بل من بحيرة مانوا والعديد من الأنهار الأخرى، وقد جمعوها على شكل حبيبات من الذهب الخالص حجمها كحجم الأحجار الصغيرة.

### محاولة لورانس كيميس في 1596
أرسل السير والتر رالي في سنة 1596 جنراله لورانس كيميس إلى غيانا مجدداً إلى نهر أورينوكو ليجمع المزيد من المعلومات عن البحيرة والمدينة الذهبية. رسم كيميس خريطة لمواقع القبائل الأمريكية الأصلية أثناء استكشافه للمنطقة بين نهر أورينوكو والأمازون، كما قام بكتابة تقارير عن الجغرافيا والجيولوجيا والنباتات في الدولة. وصف كيميس شاطئ غيانا بشكل مفصل في كتابه «حكاية الرحلة الاستكشافية الثانية إلى غيانا» والمنشور في سنة 1596، وذكر أن السكان الأصليين للمنطقة تنقلوا براً وبحراً إلى مسطح مائي اعتقد كيميس أن ضفافه تقع عند مدينة مانوا أو مدينة إل دورادو الذهبية، وأن أحد الأنهار التي تمتد جنوباً إلى المناطق الداخلية من غيانا هو نهر إيسيكويبو.